# Li Auto Mega
La Li Mega (理想MEGAS, Lǐxiǎng MEGAP, lett. "ideale MEGA", stilizzato in maiuscolo) è un veicolo elettrico a batteria multi-purpose vehicle prodotto da Li Auto dal 2024. È il primo veicolo elettrico a batteria di Li Auto, poiché i modelli precedenti sono veicoli ibridi range-extender (EREV).

## Descrizione

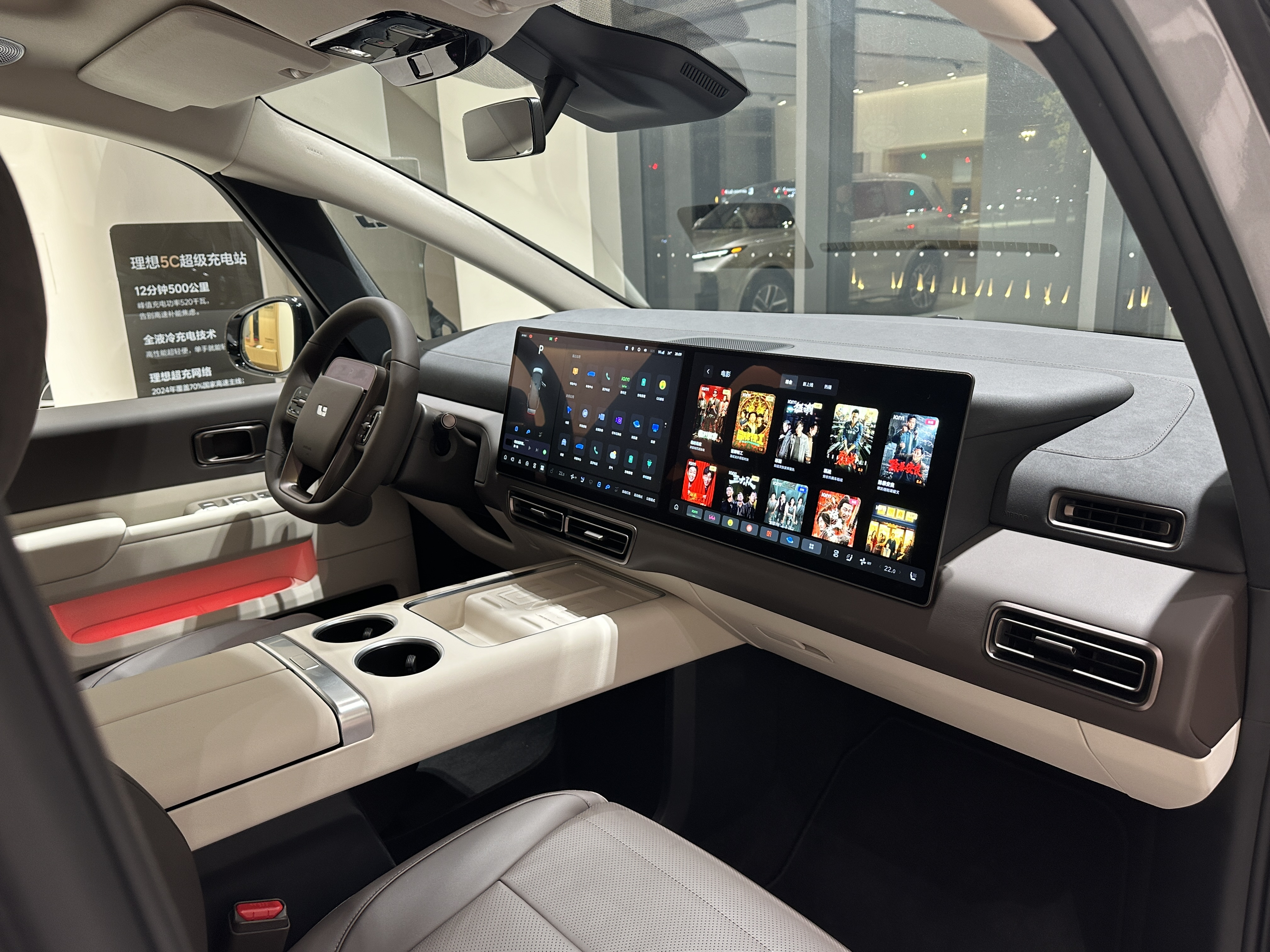
Interno

La Mega è stata presentata a novembre 2023 all'Auto Guangzhou, dove sono state accettate le prenotazioni. La monovolume è nota per il suo design distintivo, che contribuisce all'aerodinamica con una resistenza al vento di soli 0,215 Cd, il più basso tra i Multi-purpose vehicle (MPV) attualmente in produzione a livello globale.
La monovolume è alimentata da una batteria Qilin da 102,7 kWh prodotta da CATL che supporta la ricarica ultra-veloce a 5C. La Mega ha una sospensione anteriore a doppio braccio oscillante e una configurazione multi-link nella parte posteriore, la quale presenta buone caratteristiche di flessibilità e confortevolezza. Secondo Li Auto, la vettura è in grado di raggiungere 100 km/h (62 mph) in 5,5 secondi.